# عمارة تيودورية
يُعد أسلوب العمارة التيودورية التطور النهائي لعمارة العصور الوسطى في إنجلترا وويلز، خلال عصر تيودور بين عامي 1485 و1603، بل إنه يرجع إلى أقدم من ذلك، وبداية عمارة عصر النهضة في بريطانيا. اتبع أسلوب التيودور الأسلوب القوطي الرأسي المتأخر، وتطور تدريجيًا ليحقق جمالية أكثر اتساقًا مع الاتجاهات السائدة في القارة، والتي تدل عليها دول أخرى تمتلك مسبقًا الإحياء الشمالي مثل إيطاليا، وبشكل خاص فرنسا التي كانت قد بدأت ثورتها في الفن والعمارة والفكر. هناك مجموعة فرعية في عمارة تيودور تتضمن العمارة الإليزابيثية منذ نحو عام 1560 وحتى عام 1600، والتي لها صلة مع العمارة اليعقوبية اللاحقة خلال وقت مبكر من فترة ستيوارت.
أصبح مصطلح «تيودور» في أساليب العمارة العامية ذات الحركة البطيئة، يُطلق على المباني نصف الخشبية، على الرغم من وجود منازل ذات هياكل الإطارات نصف الخشبية يرجع تاريخها إلى ما قبل عام 1485 بقليل، ويتسرب الأسلوب قليلًا إلى بداية العصر اليعقوبي. هناك حاجة إلى فحص دقيق لتحديد عمر الصرح، بينما لا يظهر في العديد من المناطق ذات العمارة الحجرية أي خشب على الواجهة. احتفظ أسلوب تيودور في هذا النموذج بالذوق الإنجليزي لفترة طويلة. مع ذلك، تُعد تسمية «تيودور» غريبة، إذ يقترح ضمنيًا الاستمرارية خلال فترة سلالة تيودور، ويعطي انطباعًا مضللًا بوجود انقطاع في الأسلوب عند تولي جيمس الأول العرش في عام 1603، وهو الأول من عائلة ستيوارت. هناك علامة مميزة أفضل وهي الترتيب «الرأسي» للنوافذ المستطيلة الموجهة شاقوليًا والحاوية على الرصاص والمؤطرة بعوارض هيكلية وموليون (عنصر شاقولي يقسم النافذة إلى فتحتين) وغالبًا ما تتميز بمحيط «مغطى» بإطار من الحجر أو الخشب مثل خشب البلوط.
كان من بين الميزات الأخرى للأسلوب قوس تيودور المنخفض متعدد المراكز، وتشهد الفترة بداية عمارة الطوب التي استوردت من البلدان المنخفضة. ينتمي بعض من أبرز نوافذ أوريل إلى هذه الفترة. انتشرت الزخارف ومنها الأوراق الشجرية التي أصبحت أكثر واقعية. وصل العديد من الفنانين الإيطاليين إلى إنجلترا خلال عهد هنري الثامن وإدوارد السادس، ويمكن رؤية زخارفهم المميزة في كل من قصر هامبتون كورت وبرج لاير مارني وقصر سوتون وفي أماكن أخرى. مع ذلك، كان تأثير الأسلوب الشمالي في عهد إليزابيث الأولى، المستمد بشكل رئيسي من الكتب، أكثر قوة. تنافست الحاشية والأغنياء في العصر الإليزابيثي لبناء منازل المعجزة التي كانت بمثابة إعلان عن وضعهم الاجتماعي.
أدى حل الأديرة إلى توزيع عدد كبير من الأراضي للأثرياء، مما سبب طفرة بناء علمانية، وكانت هذه الأديرة مصدرًا لحجارة البناء. كان البناء الكنسي قد تباطأ مسبقًا إلى حد ما قبل الإصلاح الإنجليزي، بعد طفرة رائعة حصلت في القرن السابق، لكنه توقف بالكامل بعد هذا الإصلاح. ازداد عدد المباني المدنية والجامعات في هذه الفترة التي شهدت أيضًا الرخاء العام. كان الطوب مادة مكلفة ونادرة في بداية هذه الفترة، ولكنها استُخدمت مع مرور الوقت على نطاق واسع للغاية في أجزاء كثيرة من إنجلترا، حتى في المباني المتواضعة، مما أدى إلى تقييد الطرق التقليدية في البناء بشكل تدريجي مثل تقنيات البناء التي تستخدم شبكة من الأغصان المجدولة التي تُغطى بمادة لزجة كالطين والتربة وروث الحيوانات، أو تلك التي تستخدم الإطارات نصف الخشبية، لتقتصر على طبقات المجتمع الدنيا بحلول هذه الفترة.
اختلفت التقنيات في اسكتلندا طوال هذه الفترة، ولم يجري تغطيتها في هذا المقال، لكن عمارة الإحياء المبكرة في اسكتلندا تأثرت بالاتصالات الوثيقة بين البلاط الفرنسي والإسكتلندي، وهناك عدد من المباني التي يرجع تاريخها إلى ما قبل عام 1560، تُظهر تبني أكثر شمولًا لأساليب عصر النهضة لقارية مقارنة بنظريتها الإنجليزية.

## التطور

### عهد هنري السابع
تحتوي مباني أسلوب تيودور على العديد من الميزات التي تفصلها عن تصاميم القرون الوسطى والفترة المتأخرة من القرن السابع عشر. تظهر أولى علامات الإحياء في عهد هنري السابع، وفي حين أن معظم مشاريعه المعمارية لم تصمد، فقد بدأ الإحياء بالازدهار في عهده وليس في عهد ابنه، والدليل على هذا سجلات واسعة لما بُني خلال فترة حكمه تحتوي على مواقع البناء والمواد التي استُخدمت في بنائها، وهناك سجلات تظهر ميزات جديدة في البستنة لم تتناسب على الإطلاق مع أسلوب الحديقة المسور في العصور الوسطى السابقة، ورسائل من الملك تعبر عن رغباته ورغبات زوجته في قضية قصر غرينويتش، إلى جانب اهتمامه بتعلم كل ما هو جديد كما عبر عنه.
عاش العديد من ملاك الأراضي الأثرياء والنبلاء منهم قبل عام 1485، في المنازل التي لم تكن مريحة بالضرورة لكنها مصممة لتحمل الحصار، على الرغم من ازدياد بناء منازل القصر التي وإن حُصنت، فقد كان تحصينًا بسيطًا للغاية. غالبًا ما احتوت القلاع ومنازل القصور الصغيرة على خنادق مائية وأبواب منزلقة ومزاغل مصممة للرماة من أجل رؤية وإصابة الأعداء بحذر.
ومع ذلك، بوصول البارود والمدافع خلال عهد هنري السادس، أصبحت التحصينات مثل القلاع تجهيزات قد عفا عليها الزمن بشكل متزايد. كان الحدث الذي ميز عام 1485، هو صعود تيودور هنري السابع إلى العرش ونهاية حرب الوردتين التي سببت مأزقًا كبيرًا للخزائن الملكية، إذ سطا اليوركييون على الخزينة بعد وفاة إدوارد الرابع. أصدر هنري في عام 1487 قوانين ضد الإصلاحات والإكساءات، تحققت من قدرة النبلاء على تكوين جيوش مستقلة عن التاج، ورفع ضرائب النبلاء من خلال مستشاره الموثوق جون مورتون.